# Pandanus conglomeratus
Pandanus conglomeratus — рослина з родини Панданоцвіті. Рослина вважається ендеміком для Маврикію.

## Опис
Рідним ареалом цього виду є вологий тропічний біом високогір’я на острові Маврикій. Цей вид можна відрізнити за довгастими плодами-головками, по кілька штук яких з'являються разом на маятникоподібному квітконосі. Це єдиний вид на Маврикії, який має більше однієї плодоніжки на одному стеблі.
У 50-ті рокі був знайдений поблизу берегів річки Стрім у Мідлендсі та Бо-Бассін на Маврикію. Однак тепер вважається вимерлою.